# Untouchables (Korn)
Untouchables is het vijfde album van de Nu-metalband KoЯn. Het album werd in 2002 uitgebracht. Het album werd platina.

## Tracklist
1. Here to stay - 4:30
2. Make believe - 4:37
3. Blame - 3:50
4. Hollow life - 4:09
5. Bottled up inside - 4:00
6. Thoughtless - 4:33
7. Hating - 5:10
8. One more time - 4:40
9. Alone I break - 4:16
10. Embrace - 4:26
11. Beat it upright - 4:15
12. Wake up hate - 3:13
13. I'm hiding - 3:57
14. No one's there - 4:56

Totale speelduur (zonder extra's) - 58:32